# Ilse Härter
Ilse Härter (* 12. Januar 1912 in Asperden am Niederrhein; † 28. Dezember 2012 in Moyland) war eine deutsche evangelische Theologin. Sie war eine der beiden ersten Frauen, die in Deutschland ordiniert wurden.

## Leben
Härter wuchs als mittlere der Schwestern Luise und Edith auf dem Land auf. Ihre Eltern ermöglichten ihr den Besuch der Oberschule.
Nach dem Abitur in Kleve 1931 studierte Ilse Härter in Göttingen, Tübingen, Königsberg und Bonn Evangelische Theologie. Da sie sich schon 1934 der Bekennenden Kirche angeschlossen hatte, legte sie ihre Examina 1936 und 1939 vor dem Prüfungsausschuss der Bekennenden Kirche ab. Als sie 1939 als Vikarin in Wuppertal-Elberfeld eingesegnet werden sollte, weil (auch in der Bekennenden Kirche) die Ordination Männern vorbehalten bleiben sollte, verweigerte sie dies mit dem berühmt gewordenen Satz: „Sagen Sie dem Presbyterium: Zu meiner Einsegnung werde ich nicht anwesend sein.“ Ebenso verweigerte sie 1941 die Ablegung des Eides auf Adolf Hitler, was zur Entlassung aus dem Dienst der Gemeinde Berlin-Wannsee führte. Als Pfarramtsverwalterin für Günther Harder in Fehrbellin (1941) und für Hermann Diem in Ebersbach an der Fils (seit 1942) erreichte sie 1943 doch, dass sie gemeinsam mit Hannelotte Reiffen durch Kurt Scharf in Sachsenhausen ordiniert wurde. Diese waren die ersten und für lange Zeit die einzigen vollgültigen Ordinationen von Frauen in Deutschland. 
Nach dem Zweiten Weltkrieg kehrte Härter 1945 in die Evangelische Kirche im Rheinland zurück und arbeitete bis zu ihrer Pensionierung 1972 als Schul- und Berufsschulpfarrerin in Leverkusen und Elberfeld. Die Schwerpunkte ihrer Arbeit waren Versöhnungsarbeit, Ökumene und Feministische Theologie.
Nach ihrer Pensionierung engagierte sie sich ehrenamtlich für Gerechtigkeit, Frieden und Bewahrung der Schöpfung. In ihrem Ruhestand veröffentlichte Härter zahlreiche Arbeiten zur Geschichte der Theologinnen in Deutschland, insbesondere der Geschichte des Vikarinennausschusses der Bekennenden Kirche. Die Kirchliche Hochschule Wuppertal zeichnete sie dafür 2006 mit der Ehrendoktorwürde aus.
Anlässlich ihres 100. Geburtstags schrieb Maria Jepsen in dem Grußwort der Festschrift über sie: „Ilse Härter ist eine der großen Mütter oder richtiger: der Schwestern der evangelischen Theologinnen in Deutschland und weltweit“.
Am 12. Januar 2013 fand in der Kirche in Moyland am Niederrhein ein Trauergottesdienst zum 101. Geburtstag und 70. Jahrestag der Ordination der Pfarrerin statt.

## Veröffentlichungen (Auswahl)
- Persönliche Erfahrungen mit der Ordination von Theologinnen in der Bekennenden Kirche des Rheinlands und in Berlin/Brandenburg. In: Günther van Norden (Hrsg.): Zwischen Bekenntnis und Anpassung. Aufsätze zum Kirchenkampf in rheinischen Gemeinden. Köln 1985, S. 193–209.
- Die Kölner „konzertierte Aktion“ von 1928/29 zur Abänderung des Vikarinnengesetzes vom 9.5.1927. In: Frauenforschungsprojekt zur Geschichte der Theologinnen, Göttingen (Hrsg.): Querdenken: Beiträge zur feministisch-befreiungstheologischen Diskussion; Festschrift für Hannelore Erhart zum 65. Geburtstag. Pfaffenweiler 1992, S. 247–260.
- Zuerst kamen die Brüder …! In: Karl-Adolf Bauer (Hrsg.): Predigtamt ohne Pfarramt? Die „Illegalen“ im Kirchenkampf. Neukirchen-Vluyn 1993, S. 12–22.
- Gemeindearbeit als Arbeitsfeld für Theologinnen in der Zeit des Nationalsozialismus. In: Frauenforschungsprojekt zur Geschichte der Theologinnen, Göttingen (Hrsg.): „Darum wagt es Schwestern …“ Zur Geschichte evangelischer Theologinnen in Deutschland. Neukirchen-Vluyn 1994, S. 447–459.

Mitarbeit an
- Darum wagt es, Schwestern... Zur Geschichte evangelischer Theologinnen in Deutschland. Neukirchen-Vluyn 1994 ISBN 978-3-7887-1477-2.
- Der Streit um die Frauenordination in der Bekennenden Kirche. Quellentexte zu ihrer Geschichte im Zweiten Weltkrieg. Neukirchen-Vluyn 1997 ISBN 978-3-7887-1649-3.